# Decha Srangdee
Decha Srangdee (thailändisch เดชา สร้างดี; * 1. September 1990) ist ein thailändischer Fußballspieler.

## Karriere
Decha Srangdee spielte bis Ende 2014 in der ersten Liga, der Thai Premier League, beim PTT Rayong FC. Als Tabellensiebzehnter musste der Club aus Rayong am Saisonende den Weg in die zweite Liga antreten. Nach dem Abstieg verließ er dem Club und schloss sich 2015 den Erstligisten Chiangrai United aus Chiangrai an. Nach der Hinserie 2015 wechselte er zum Ligakonkurrenten Nakhon Ratchasima FC nach Nakhon Ratchasima. Für Korat bestritt er insgesamt 143 Ligaspiele. Nach der Saison 2021/22 wurde sein Vertrag nicht verlängert. Im Juli 2022 unterschrieb er einen Vertrag beim Zweitligisten Trat FC. In der Hinrunde stand er sechsmal für den Verein aus Trat in der zweiten Liga auf dem Spielfeld. Nach Ende der Hinrunde wurde sein Vertrag im Dezember 2022 nicht verlängert.